# بوستان جنگلی چیتگر
بوستان جنگلی چیتگر، از بوستان‌های جنگلی شهر تهران است که از شمال به دریاچه چیتگر، از جنوب به آزادراه تهران-کرج از غرب به شهرک سروآزاد و باغ گیاهشناسی و پیکان‌شهر و از شرق به منطقهٔ خرگوش‌دره محدود می‌شود. این بوستان‌ با ۹۵۰ هکتار زمین پردرخت از بزرگ‌ترین بوستان‌های جنگلی استان تهران است.

## معرفی
این بوستان جنگلی بزرگ شامل دو فاز یک (شرقی) و فاز دو (غربی) می‌باشد. فاز یک دو پیست دوچرخه سواری دارد پیست استقامت دوچرخه سواری نزدیک شش کیلومتر طول و مسیر یک طرفه می باشدو پیست سرعت نزدیک سه کیلومتر دارد.
فاز دو (غربی) شامل پارکینگ، آلاچیق، سوپر مارکت، سرویس بهداشتی، رستوران و بوفه و همچنین مکان مناسب جهت دوچرخه سواری رشته کوهستان است. کتابخانه این بوستان جنگلی در بلوار دستواره واقع شده است.
در ضلع غربی این بوستان، باغ راز هستی (باغ سمن‌ها) واقع شده است. مجموعه باغ راز هستی مساحتی بالغ بر ۱۸٫۵ هکتار دارد و شامل بخشهای گیاهان دارویی، برکه، مجموعه باغ نوازش، مجموعه نگهداری پرندگان زینتی شامل طاووس و قرقاوول، قسمت گوزن‌ها و همچنین باغ پرتقال و درختان زیتون می‌باشد.
جهت کسب اطلاعات بیشتر در مورد بوستان چیتگر به صفحه اینستاگرام آن به نام چیتگربوستان (chitgarpark) مراجعه نمایید.

## دریاچه
دریاچه چیتگر (دریاچه شهدای خلیج فارس) در مجاورت این بوستان جنگلی واقع شده است. محدوده شرقی به مساحت تقریبی ۲۵۳ هکتار است، محدوده غربی مساحتی معادل ۶۵۸ هکتار را به خود اختصاص داده است. حداقل ارتفاع بوستان چیتگر از سطح دریا ۱۲۲۵ متر و حداکثر آن ۱۳۱۳ متر بوده و متوسط آن ۱۲۶۹ متر است.
امکانات رفاهی و ورزشی شامل غرفه اجاره دوچرخه و مسیر پیاده‌روی، غرفه فروش خوراکی، شهربازی نسبتاً کامل، آلاچیق، باربکیو و سرویس بهداشتی می‌باشد.
پوشش درختی بوستان در مجموع مساحتی در حدود ۷۳۴ هکتار را در بر می‌گیرد و حدود ۵۳ درصد از
آنها را گونه‌های سوزنی برگ مانند کاج الداریکا، سرو نقره‌ای و سرو خمره‌ای و حدود ۴۷٪ از درختان را ۹ گونه درختی پهن‌برگ (از جمله اقاقیا، زبان گنجشک، نارون چتری، ارغوان، داغداغان، افرای زینتی، پلت، بلوط و ایلان) تشکیل می‌دهد.

## بوستان بانوان

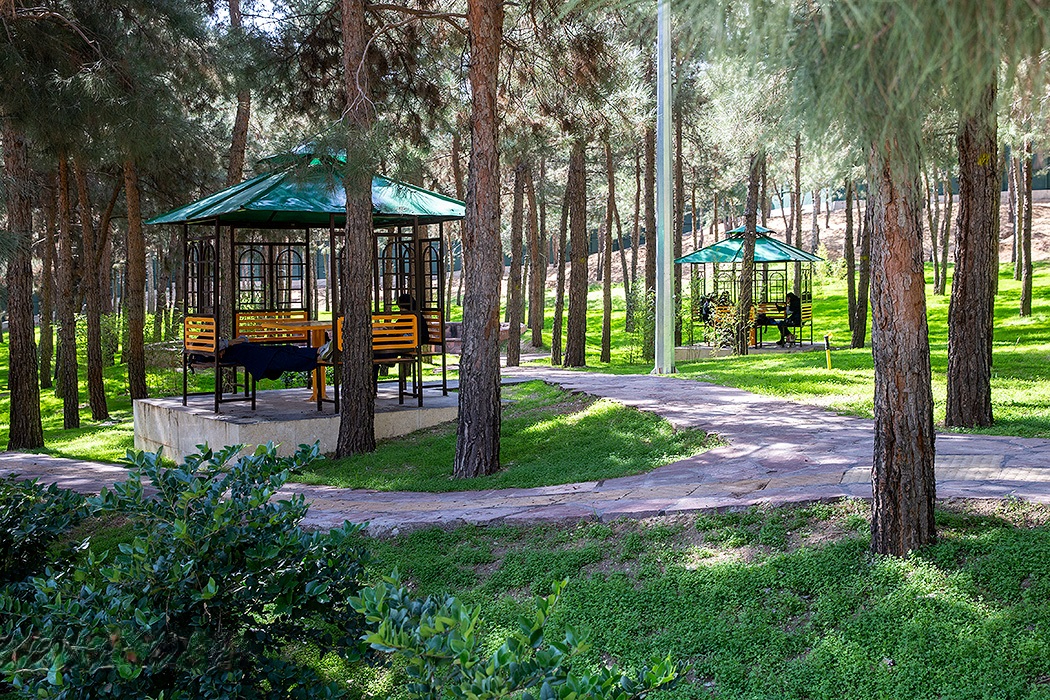
استراحت و معاشرت زنان تهرانی در بوستان اختصاصی بانوان

بوستان بانوان ریحانه در سال ۱۳۹۵ با مساحت ۱۸ هکتار در ضلع شرقی بوستان چیتگر افتتاح شد. این بوستان در منطقه بیست و دو شهرداری تهران بنا شده است. از زیر مجموعه‌های و بخش‌های بوستان جنگلی چیتگر است. فضای اختصاصی برای زنان، با هدف رفع نیازهای ضروری فرهنگی، تفریحی و ورزشی بانوان و کودکان و غنی‌سازی اوقات فراغت آنان ایجاد شده است. در این مجموعه، زنان و دختران جوان می‌توانند با استفاده از لباس‌های راحت و مناسب، در آن به ورزش و تفریح بپردازند. اولین پیست دوچرخه‌سواری ویژه زنان در این بوستان ایجاد شده است.
امکانات
بوستان ریحانه نیز امکانات ویژه تفریحی و ورزشی را فراهم آورده است و از آن جمله می‌توان اشاره کرد به استیج ورزش صبحگاهی و اسکیت، سرویس بهداشتی، سالن چند منظوره ورزشی، آمفی تئاتر روباز، نمازخانه، ست‌های ورزشی بانوان، ست‌های بازی کودکان، خانه عکس، سکوهای نشیمن خانوادگی، سالن پینگ پنگ و فوتبال دستی، زمین بازی محصور، ایستگاه تندرستی، سالن بدنسازی، سالن بیلیارد، پیست دوچرخه سواری، آلاچیق‌های سرپوشیده مجهز به باربکیو و میزو صندلی، آبنما، نمازخانه صحرایی، رختکن مجهز به کمد امانات و آیینه، سیستم صوت و پیج، آبخوری، میز شطرنج، زمین چمن و….